# Велко Димитров
Велко Димитров Янков (Васката) е български офицер, генерал-майор.

## Биография
Велко Димитров е роден на 20 юни или 20 август 1910 г. в село Джамбазито, Старозагорско. От 1935 г. е член на БКП. Завършва 6 клас. След това работи земеделска работа с родителите си и като общ работник на гарата в родното си село. От 1931 до 1932 г. изкарва наборната си военна служба в 12 пехотен полк. От края на 1933 г. е секретар на Районния комитет на РМС в Калояновец. През 1934 г.е разкрита комунистическа дейност в 12 пехотен полк и Димитров се укрива. Осъден е задочно на 7,5 години затвор. Участва в четата на Петко Маналов (1934). През ноември 1936 г. по решение на БКП и заедно със Стою Неделчев и Груди Филипов заминава за СССР. Минават границата с Турция и се предават. Лежат 2 месеца в турски затвор. След това до 1939 г. той работи като стругар в Москва. Завършва танкова школа в Горки.
Участва в Съпротивителното движение по време на Втората световна война. След военна подготовка е включен в третата група парашутисти, спусната в България на 19 септември 1941 г. Успява да достигне до родното си село. Заедно с Генчо Кънев (Циклопа) и Стою Неделчев-Чочоолу същата година създават една от първите партизански групи в Средногорието. От 1943 г. е командир на старозагорската партизанска чета. Партизанин от Първа средногорска бригада „Христо Ботев“. Началник-щаб на Пета Старозагорска въстаническа оперативна зона от май 1943.
След 9 септември 1944 г. е член на Околийския комитет и бюрото на градския комитет на БРП (к) в Стара Загора. Част е от Военноследствената комисия, която издирва и предава на Народния съд царски офицери. Началник е на 1-ви конен участък. Постъпва във Военното училище в София в началото на 1945 г., но в края е уволнен от военния министър Дамян Велчев. От 1 март 1946 г. е началник на трети милиционерски участък в Стара Загора. По-късно е околийски началник на МВР-Казанлък. От май 1950 г. е началник на отдел в народната милиция на Стара Загора. От 1959 г. е заместник-началник на Окръжното управление на МВР по народната милиция в Стара Загора. На тази позиция е до 1964 г., когато се пенсионира. Според други данни в периода 1950 – 1964 г. е началник на Окръжното управление на МВР-Стара Загора. Дългогодишен областен началник на Народната милиция в днешната Старозагорска, Сливенска и Ямболска област. Военно звание генерал-майор. Многократно е избиран за народен представител. Окръжен и общински съветник. Награден със званието „Герой на социалистическия труд“ (указ № 1384 от 26 август 1970). Носител на 2 ордена „Георги Димитров“, орден „Народна република България“ – II ст., орден „9 септември 1944 г.“, орден "Народна свобода „1941-1944 г.“, орден „Червено знаме“.